# Lena Gumnior
Lena Maria Gumnior (* 10. Dezember 1992 in Rheine) ist eine deutsche Politikerin (Bündnis 90/Die Grünen). Bei der Bundestagswahl 2025 wurde sie über die niedersächsische Landesliste ihrer Partei in den Deutschen Bundestag gewählt.

## Leben
Lena Gumnior studierte Rechtswissenschaften an der Universität Münster. Sie war wissenschaftliche Mitarbeiterin am Lehrstuhl für Strafrecht, Strafprozessrecht und Rechtsphilosophie an der Gottfried Wilhelm Leibniz Universität Hannover und später an der Europa-Universität Viadrina in Frankfurt (Oder). 2022 wurde sie ebenda promoviert.

## Politische Laufbahn
Bei der Bundestagswahl 2021 kandidierte sie als Direktkandidatin im Bundestagswahlkreis Osterholz – Verden und wurde vom Landesverband der Grünen in Niedersachsen auf Platz 17 der Landesliste nominiert. In ihrem Wahlkreis erhielt sie 14,7 Prozent der Erststimmen und verpasste den Einzug in den Bundestag. Bei der Bundestagswahl 2025 kandidierte sie erneut im selben Wahlkreis und erhielt dieses Mal 11,2 Prozent der Erststimmen, konnte jedoch über Platz 5 der niedersächsischen Landesliste ihrer Partei in den Deutschen Bundestag einziehen.